# Contea di Dawson (Georgia)
La contea di Dawson (in inglese Dawson County) è una contea dello Stato della Georgia, negli Stati Uniti. La popolazione al censimento del 2000 era di 15 999 abitanti. Il capoluogo di contea è Dawsonville.